# フランソワ＝ジョゼフ・フェティス
フランソワ＝ジョゼフ・フェティス（François-Joseph Fétis, 1784年3月25日 モンス - 1871年3月26日 ブリュッセル）は、ベルギーの作曲家・音楽教師・音楽学者。19世紀の最も影響力のある音楽評論家であった。『万国音楽家列伝』 (Biographie universelle des musiciens)は、今日でも重要な音楽文献となっている。

## 生涯
エノー伯領（現エノー州）モンスの出身。父親によって音楽教育を受ける。7歳にして作曲能力を発揮し、9歳にして地元のサント＝ヴォードル教会のオルガニストに就任。1800年にパリに行き、パリ音楽院でフランソワ＝アドリアン・ボイエルデューやジャン＝バティスト・レ、ルイ＝バルテレミ・プラデールの薫陶を受ける。
1806年に、ローマ式典礼聖歌の、本来の形態の再発見と再確立を望んで、その校訂に取り組む。同時年、代表的著作となった『万国音楽家列伝』の執筆に着手する（発表は1834年）。
1821年にパリ音楽院教授に任命される。1827年にフランスにおける最初の音楽専門雑誌『ルヴュ・ミュジカル』 (Revue musicale) を発刊。1833年、ベルギー国王レオポルト1世の要望で、ブリュッセル音楽院院長ならびに宮廷楽長に就任するためパリを去る。
ブリュッセル音楽院における定例演奏会の創始者でもあり、没年までその指揮を続け、音楽史や音楽美学に関する無料公開講座を開いた。歌劇やオラトリオから素朴な歌曲に至るまで、大量の作品を作曲しており、交響曲や協奏交響曲のような作品もある。

## 音楽批評
フェティスは作曲よりも、著作によって重要である。『作曲史詳説』（Curiosités historiques de la musique, 1850年、パリ）や『音楽史』（Histoire universelle de musique, 1869年-1876年、パリ）のような歴史書と、イグナツ・モシェレスとの共著『ピアノ奏法の手引き』（Méthode des méthodes de piano, 1837年、パリ）のような理論書がある。
同時代の作曲家に関する評論も有名である。
「ベルリオーズ君の作曲したものは、われわれが音楽と認めることのできるような芸術には属さない。彼は、音楽芸術における最も根本的な能力に欠けているのだと筆者は確信する」。
1835年2月1日に発行された『ルヴュ・ミュジカル』誌では、幻想交響曲について
「旋律に対する趣味というものがまるでない。リズムについて最も貧弱な概念があるだけだ。とりわけ感心しないやり方で音を積み重ねただけの和声法は、一本調子で、全く退屈である。」
このような評言に対して、ベルリオーズもまたフェティスがおこなったベートーヴェンのスコアに対する勝手な改訂
を口をきわめて罵った。
ほかに、ワーグナーについても攻撃の手を緩めなかった。
フェティスの同時代の音楽についての批判的な論調は、反動的に見えるかもしれないが、音楽学的な著作は先駆的であり、19世紀としては異例なことに、自国中心主義（自民族中心主義）や現在中心指向の観点を斥けている。また当時の風潮とは違って、音楽史を進歩主義史観で捉えようともしなかった。音楽を、目標に向かって進むものとしてではなく、絶えず「変化するもの」として捉えようとし、良くなるのでも悪くなるのでもなく、絶えず新しい条件が付け加わるのだと見做していた。フェティスは、美術や音楽を作り出さない時代や文化というものはなく、時代や環境に見合った美術や音楽が存在すると信じていた。ルネサンス音楽だけでなく、ヨーロッパの民謡や、非西洋の音楽文化についても詳しい研究に取りかかっている。つまりフェティスは、後に民族音楽学と呼ばれるようになった学術分野の基礎を築いたのであった。
死後、貴重な蔵書はベルギー政府によって買い上げられ、ブリュッセル音楽院の蔵書となった。歴史的な著作は、不正確な点が多いものの、それでもなお音楽史研究者にとって有意の資料となっている。

## 教育
パリ音楽院方式の厳格対位法の基礎をTraité du contrepoint et de la fugue contenant l'exposé analytique des règles de la composition musicale depuis deux jusqu'à huit parties réellesで完成させたのが、フェティスである。フェティスはフックスのグラドゥス・アド・パルナッスムの対位法課程を参照しながら、フランス・パリ音楽院一派への対位法を整備した。アントニン・レイハの対位法とは規則や教え方が異なるため、フェティス派とレイハ派で対立が起きたが、勝利を収めたのはフェティス派である。従ってルネサンス時代に倣っていないという批判自体がまったくの的外れなのであり、実際にはフェティスの対位法教本には多くの大家の譜面、ならびに古典期以前の対位法教本は参照されている。二重合唱とオルガンのためのルイジ・ケルビーニのフーガが掲載されたあとも、フーガに任意の声部が付け足された技術や、器楽フーガ、謎カノンなど対位法の技術が完全に網羅されている。二重合唱で対位法の学習が終点になるというピエール・ブーレーズのラルース音楽事典への記述は後代の対位法科の話だったと推察される。
フェティスがこの本を執筆した当時の常識では、「厳格対位法」「模倣形式」「フーガ」はひとまとめで広義の〈対位法〉であり、「対位法とフーガ」といった書名が付けられて2冊1組全4巻で売られていた。一つの本にこの内容は膨大すぎる、として「対位法」科と「フーガ」科に分化した教本が整備されたのは後の話である。初版は1824年、改訂版は1846年に執筆された。この本がもっとも詳細にパリ音楽院フェティス一派の対位法について書かれた文献で、ケルビーニ以降の理論家は学生向けに内容が平易かつ安易になってゆく。日本語訳はどこの出版社からも出されていない。

## 主要作品

### 室内楽
- 3 Streichquartette vor 1800
- Sextett für Streichquartett und Klavier zu vier Händen
- „Grand Duo“ für Violine und Klavier
- 3 Streichquintette (1860–1862)
- Konzertouvertüre (1854)
- 1. Sinfonie in Es-Dur (1862)
- 2. Sinfonie in g-moll (1883)
- Fantaisie symphonique für Orgel und Orchester (1865)
- Konzert h-Moll für Flöte und Orchester (1869)

### 教会音楽
- Messe zu fünf Stimmen (1810)
- Requiem zum Tode der Königin Louise-Marie (1850)
- Te Deum zum Geburtstag König Leopold I. (1856)
- „Domine salvum fac regem nostrum“ zur Thronbesteigung König Leopold II. (1865)

### 舞台作品
- L’Amant et le mari (Komische Oper in 2 Akten Urauf. 8. Juni 1820 Paris, Théâtre Feydeau)
- Les Sœurs jumelles (Komische Oper in 1 Akt Urauf. 5. Juli 1823 Paris, Théâtre Feydeau)
- Marie Stuart en Ecosse (Lyrisches Drama in 3 Akten Urauf. 30. Aug. 1823 Paris, Théâtre Feydeau)
- Phidias Oper in 2 Akten (1824 Paris)
- Le Bourgeois de Reims (Komische Oper, 1 Akt Urauf. 7. Juni 1825 Paris, Théâtre Feydeau)
- La vieille (Komische Oper 1 Akt Urauf. 14. März 1826 Opéra-Comique Paris)
- Le Mannequin de Bergame (Komische Oper 1 Akt, Urauf. 1. März 1832 Paris, Théâtre Ventadour)

## 著作
- Galerie des musiciens célèbres, compositeurs, chanteurs et instrumentistes, contenant leurs portraits lithographiés par les meilleurs artistes, des fac-similés, et leurs notices biographiques, Paris, l'auteur, s. d.
- Manuel des compositeurs, directeurs de musique, chefs d'orchestre et de musique militaire, ou Traité méthodique de l'harmonie, des instruments, des voix et de tout ce qui est relatif à la composition, à la direction et à l'exécution de la musique, Paris, l'auteur, s. d.
- Manuel des principes de musique, à l'usage des professeurs et des élèves de toutes les écoles de musique, particulièrement des écoles primaires (2 éd.), Paris, M. Schlesinger, s. d.
- Traité de l'accompagnement de la partition sur le piano ou l'orgue, Paris, Pleyel, s. d.
- La musique mise à la portée de tout le monde : exposé succinct de tout ce qui est nécessaire pour juger de cet art, et pour en parler sans l'avoir étudié, Paris, 1830 (2 éd. : Paris, Paulin, 1834).
- Curiosités historiques de la musique, complément nécessaire de La Musique mise à la portée de tout le monde, Paris, Janet & Cotelle, 1830.
- Biographie universelle des musiciens et bibliographie générale de la musique, Paris, 1834-1835 (2 édition : Paris, Firmin-Didot, 1860, reproduite en fac-similé : Paris, Tchou, coll. « Bibliothèque des introuvables », 2001, 5 volumes, 5000 pages[6]).
- Ref-Biographie universelle musiciens et bibliographie musique, Fétis, Pougin, Suppl.1, 1878.
- Méthode des méthodes de piano, ou Traité de l'art de jouer de cet instrument basé sur l'analyse des meilleurs ouvrages qui ont été faits à ce sujet, Paris, M. Schlesinger, 1837.
- Histoire générale de la musique depuis les temps les plus anciens jusqu'à nos jours, Paris, Firmin-Didot, 1869-1876, 5 volumes.
- Mémoire sur l'Harmonie Simultanée des Sons Chez les Grecs et les Romains, Paris, Chez Aubri, 1859.
- Esquisse de l'histoire de l'harmonie considérée comme art et comme science systématique, Paris, Bourgogne et Martinet, 1840.
- Traité du contrepoint et de la fugue contenant l'exposé analytique des règles de la composition musicale depuis deux jusqu'à huit parties réelles,..., Paris, C.-M. Ozi. 初版は1824年、改訂版は1846年
- Traité complet de la théorie et de la pratique de l'harmonie, Paris, Schlesinger, 1844. (2e édition, 1844)